# Olivenza

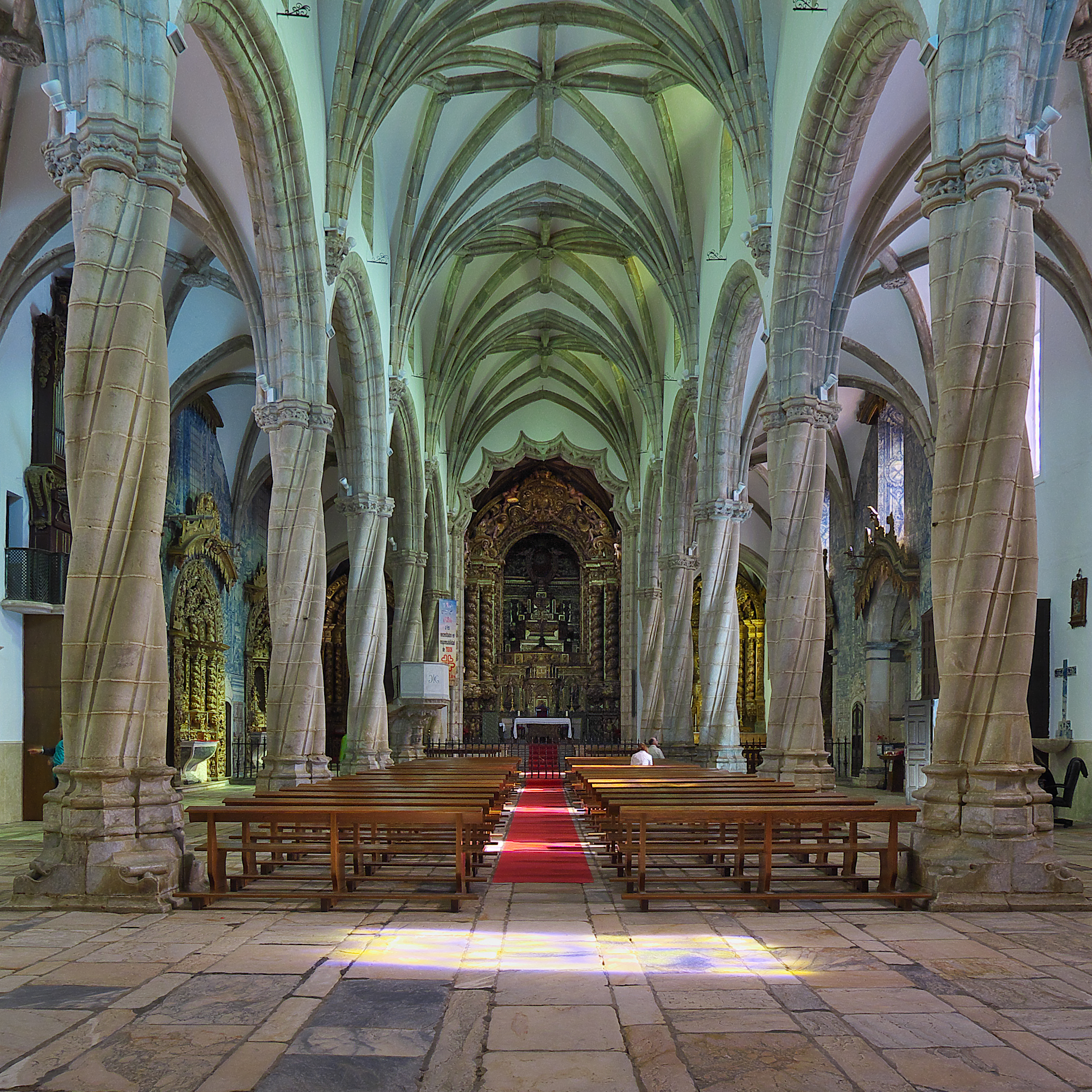
I kyrkan Santa María Magdalena är inredningen i portugisiskt sengotisk stil.

Olivenza (spanskt uttal: [oliˈβenθa]) eller Olivença (portugisiskt uttal: [oliˈvẽsɐ]) är en stad och kommun i provinsen Badajoz i den autonoma regionen Extremadura i västra Spanien. Staden ligger vid gränsen till Portugal, cirka 24 kilometer sydväst om Badajoz. Kommunen har 11 742 invånare (2024), på en yta av 431,00 km².
Olivenza ligger vid den omtvistade gränsen mellan Portugal och Spanien och området görs anspråk på de jure av båda länderna. Kommunen administreras de facto som en del av spanska Extremadura. Trots den territoriella dispyten har suveräniteten över Olivenza inte varit en känslig fråga i relationerna mellan Spanien och Portugal.
Olivenza var kontinuerligt under portugisisk suveränitet mellan 1297 (fördraget i Alcañices) och 1801, då det överläts till Spanien i fördraget i Badajoz. Spanien har sedan dess administrerat territoriet (nu delat i två kommuner: Olivenza och Táliga).